# Esgrima nos Jogos Olímpicos de Verão da Juventude de 2014 - Equipas mistas
As competições de equipas mistas da esgrima nos Jogos Olímpicos de Verão de Verão da Juventude de 2014 foram disputadas a 20 de Agosto no Centro Internacional de Exposições de Nanquim em Nanquim, China. A prova foi disputada por atletas masculinos e femininos - três de cada sexo por arma (espada, sabre e florete), e em representação do seu continente. A equipa Ásia-Oceânia 1 foi campeã olímpica com atletas da Coreia do Sul, Hong Kong e Japão. A equipa Europa 1 ganhou a Prata com esgrimistas húngaros, italianos, polacos e russos. A medalha de Bronze foi conquistada pela equipa Europa 2 com atletas de França, Grécia, Itália, Polônia e Suécia. Participaram também equipas de África e Américas (duas).

## Medalhistas
| Ouro   | IOC Equipa Ásia-Oceânia 1 |
| Prata  | IOC Equipa Europa 1       |
| Bronze | IOC Equipa Europa 2       |

## Resultados

### Finais
|  | Semifinais            | Semifinais            |    |                       | Final               | Final |  |
|  |                       |                       |    |                       |                     |       |  |
|  |                       |                       |    |                       |                     |       |  |
|  | Equipa Europa 1       | 30                    |    |                       |                     |       |  |
|  | Equipa Ásia-Oceânia 2 | 29                    |    |                       |                     |       |  |
|  |                       |                       |    |                       |                     |       |  |
|  |                       |                       |    |                       |                     |       |  |
|  |                       |                       |    |                       | Equipa Europa 1     | 26    |  |
|  |                       | Equipa Ásia-Oceânia 1 | 30 |                       |                     |       |  |
|  |                       |                       |    |                       |                     |       |  |
|  |                       |                       |    |                       |                     |       |  |
|  |                       |                       |    |                       | Disputa pelo bronze |       |  |
|  |                       |                       |    |                       |                     |       |  |
|  | Equipa Europa 2       | 29                    |    | Equipa Ásia-Oceânia 2 | 25                  |       |  |
|  | Equipa Ásia-Oceânia 1 | 30                    |    |                       | Equipa Europa 2     | 30    |  |